# Палац Монсеррат
Палац Монсеррат (порт. Palácio de Monserrate) — палацова вілла, розташована поблизу Сінтри, традиційного літнього курорту Браганського дому в передгір'ях, що виходять на Атлантичний океан на північ від столиці Лісабона.

## Історія
Згідно з легендою, тут була каплиця, присвячена Діві Марії, збудована Афонсу І після відвоювання Сінтри (близько 1093 р.). На її руїнах у 1540 році на вершині пагорба була споруджена ще одна каплиця, присвячена Богоматері Монсерратській. Тоді маєток належав Королівському шпиталю усіх святих з Лісабона. У XVII столітті власністю заволоділа родина Мелло і Кастру, проте після землетрусу в Лісабоні 1755 року будинок став непридатним для проживання.
Англійський купець на ім'я Жерар де Вісме взяв ферму в оренду в 1789 році і збудував над руїнами каплиці неоготичний будинок. У 1793—1794 рр. маєток був переданий в суборенду Вільяму Томасу Бекфорду, який почав проектувати ландшафтний сад. Хоча маєток все ще був в руїнах, коли лорд Байрон побував тут у 1809 році, його чудовий екстер'єр так надихнув поета, що той згадав про красу Монсеррату у "Мандрівціі Чайльд Гарольда". Це привернуло увагу іноземних мандрівників. Одним із них був Френсіс Кук, заможний англійський купець, який взяв у суборенду маєток в 1856 році, і отримав титул віконта від короля Луїша І, а у 1863 році придбав його. Співпраця з архітектором Джеймсом Ноулсом над залишками будинку, побудованого де Вісме, перетворила його на літньою резиденцію родини Кука.
На дизайн вплинули Романтичний та Неомавританський стилі з використанням неоготичних елементів. Еклектика є прекрасним прикладом романтизму Сінтри разом поруч з іншими сусідніми палацами, такими як Палац Пена та Кінта ду Релуджу. Наслідування в архітектурі палацу ісламський стилю відтворює приналежність цього регіону, який був частиною мусульманської Андалусії до XIII століття.
Майно та мисливські угіддя були викуплені португальською державою в 1949 р. У 1978 р. парк та палац Монсеррату були віднесені до споруд, що становлять суспільний інтерес. У 1995 році гори Сінтри, включаючи парк Монсеррат, ЮНЕСКО визначив як Культурним ландшафтом Світової Спадщини. Управління парком Монсеррат перейшло до парку Сінтри у 2000 році, і його програма відновлення та реставрації дозволила Палацу знову відкритися для відвідувачів. У 2013 році парк Монсеррат був відзначений Європейською садовою премією в категорії «Найкраща забудова історичного парку чи саду».

## Парк
Парк оформлений у романтичному стилі та засаджений рідкісними видами рослин. На його території є озеро, кілька джерел, фонтанів та гротів.
Висадка рослин організована відповідно до географічних районів. Є природно вирощені регіональні кущі полуниці та падуб, коркові дуби; араукарія та пальма, деревоподібні папороті з Австралії та Нової Зеландії; агави та юки з Мексики. Є камелії, азалії, рододендрони, бамбуки, що представляють Японію.

## Садиба

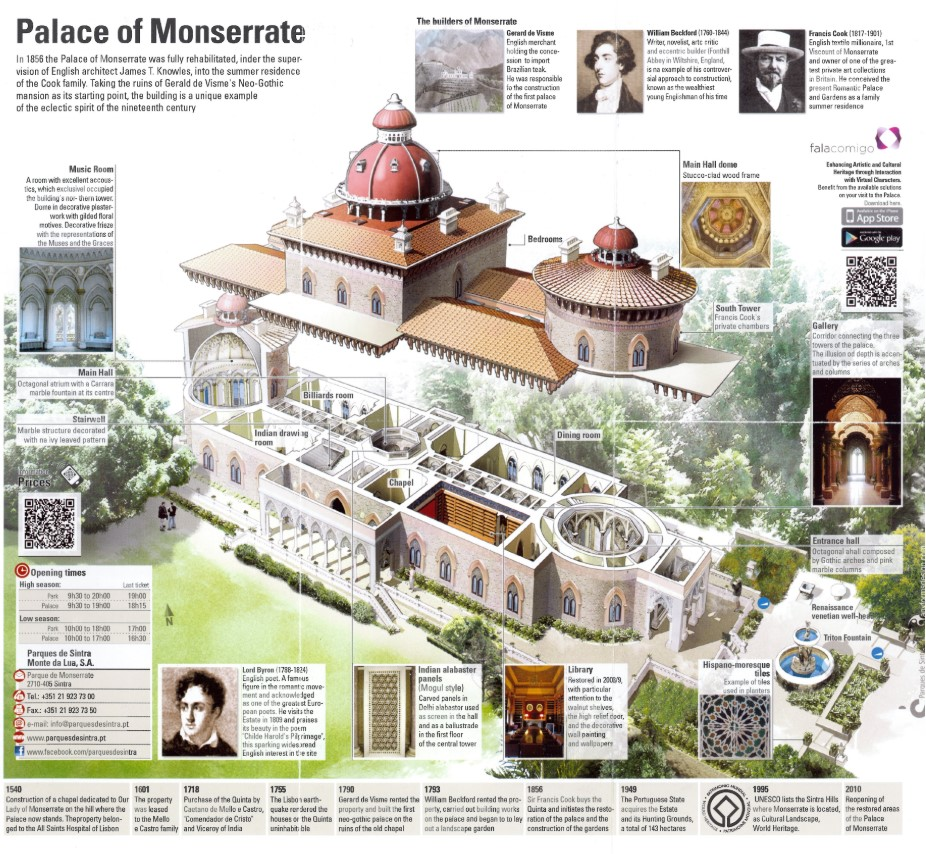
Палац Монсеррат на брошурі, яку видають туристам при купівлі квитків

Садиба Монсеррат займає площу близько 2 га, включаючи парк та берегову лінію. На присадибній ділянці є система відновлюваної енергії, тому вона є цілком самодостатньою з погляду енергозабезпечення.
Колишній будинок, побудований у XIX столітті, був реставрований та обладнаний усім необхідним для навчальних заходів та кулінарних майстер-класів. На присадибній ділянці є фруктові та овочеві грядки, є дикорослі рослини та ягоди, а також злакові та ароматичні рослини. Зона плантації оточена полями для випасання коней, ослів та овець, окрім того, є клітка для кролів та курник. Також є зона для пікніку, амфітеатр просто неба та стодола.
З природних джерел мисливських угідь Монсеррат протікає струмок, який проходить усією територією палацу.

### Тотем
Тотем присадибної ділянки Монсеррат був створений валійською художницею Нансі Хеммінг. 
Скульптура 7,5 метра заввишки була виготовлена зі стовбура п'ятдесятирічного евкаліптового дерева, яке не мало шансів вижити через серйозне зараження грибком, що рокладає деревину. Його таким чином зберегли від вирубування, так як це евкаліптове дерево було оголошено об'єктом особливих природних цінностей гір Сінтри.
На тотемі зображено: орел; підковик; жук рогач; борсук; мангуста; гадюка Латасте; сова; різновид оси; саламандра; пугач; метелик рябець авринія; генета та реліктовий ліс з дуба, суничника,  падуба та папороті.

### Проект відновлюваної енергетики
Інфраструктуру та обладнання для відновлюваної енергетики, з метою самозабезпечення електроенергією усього комплексу, було встановлено у 2012 році в рамках проекту BIO + Sintra, який фінансувався за програмою LIFE Європейської комісії та керувався Парком Сінтра — Монте да Луа.
Забезпечується завдяки трьом різним джерелами: енергії вітру — за допомогою повітряного генератора; енергії води — гідротурбіною ; сонячної енергії —  фотоелектричні панелі.

## Зображення

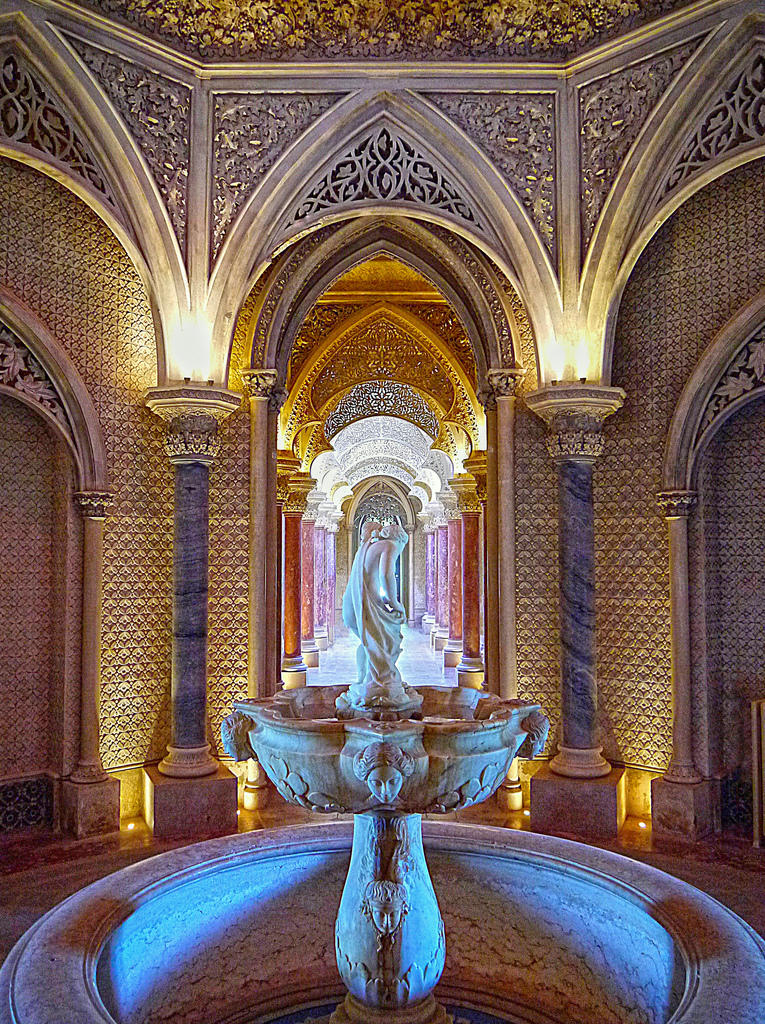
Фонтан у центральному передпокої
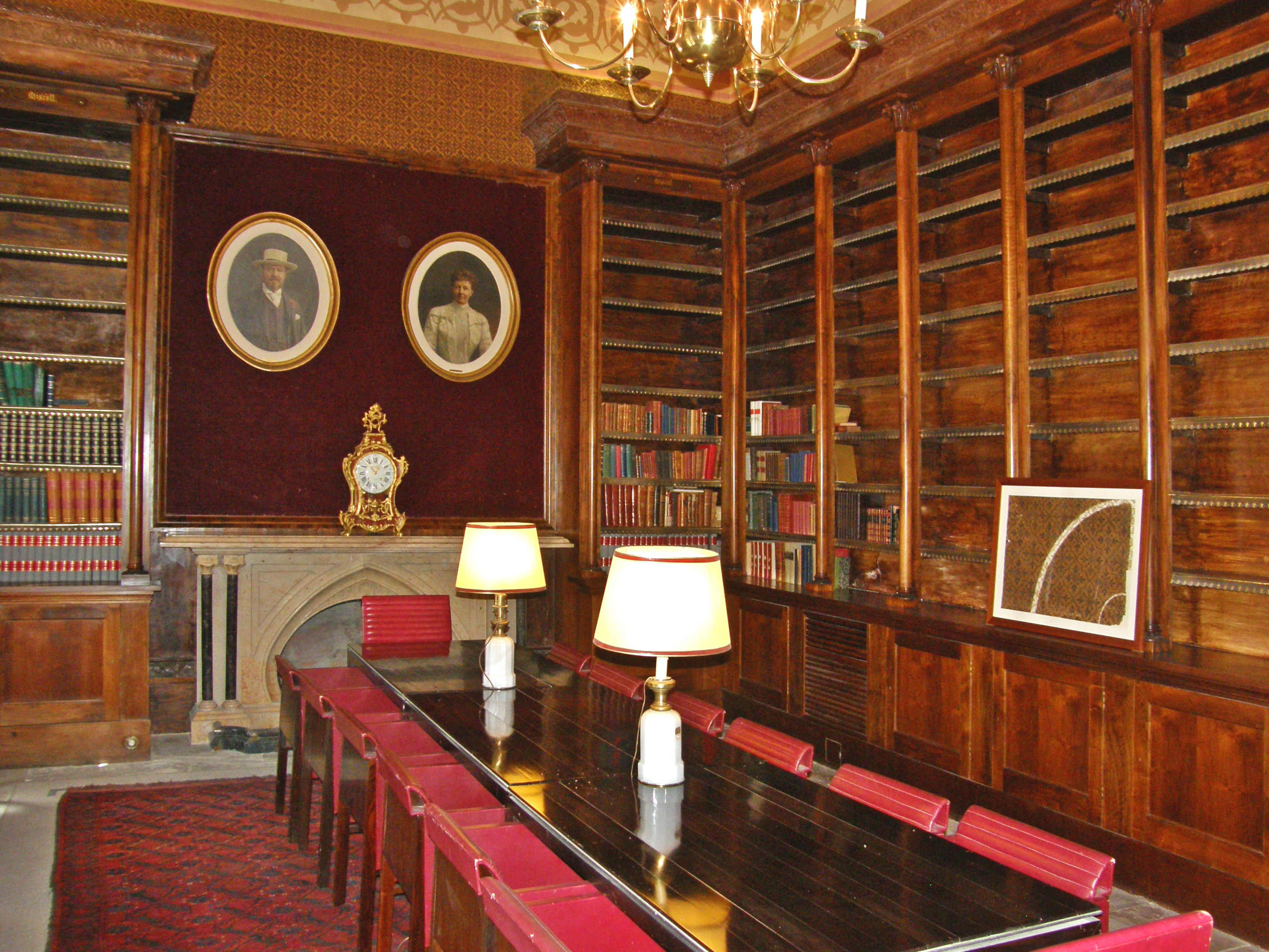
Бібліотека
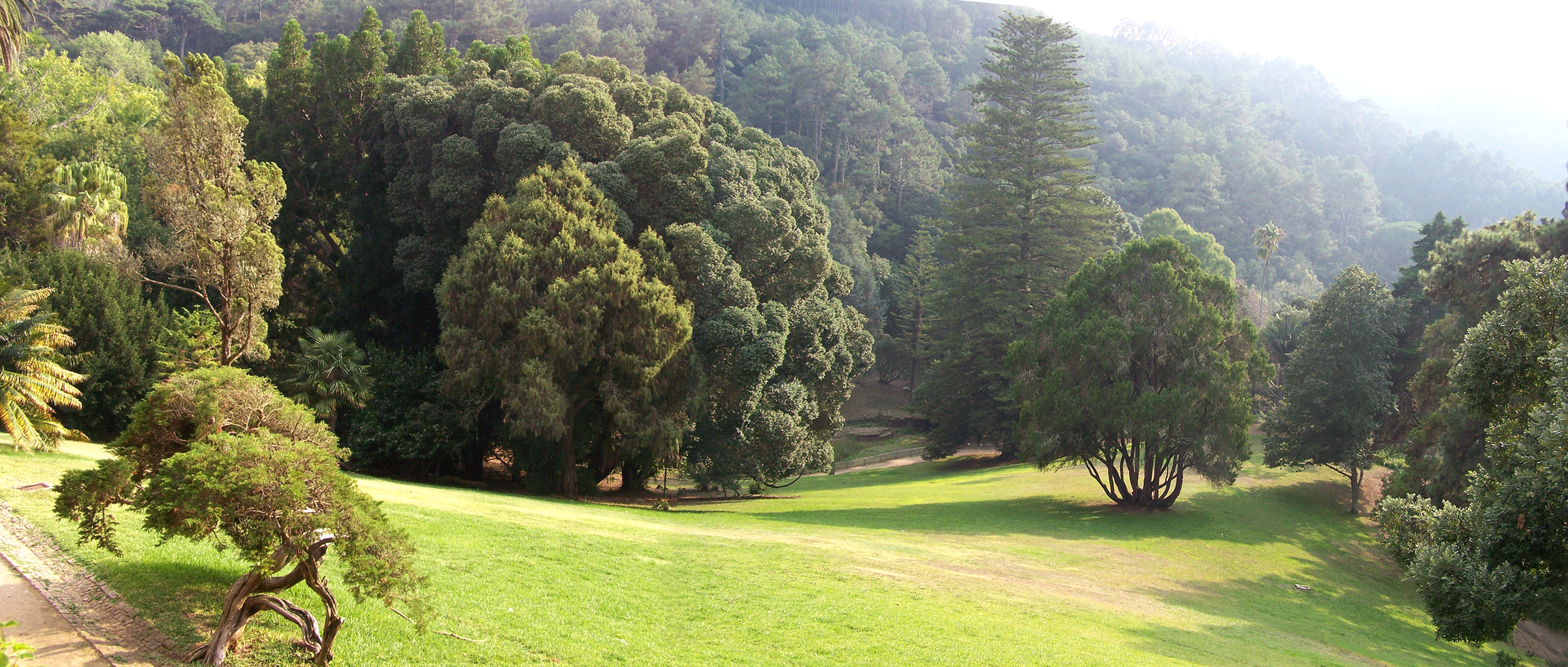
Парк
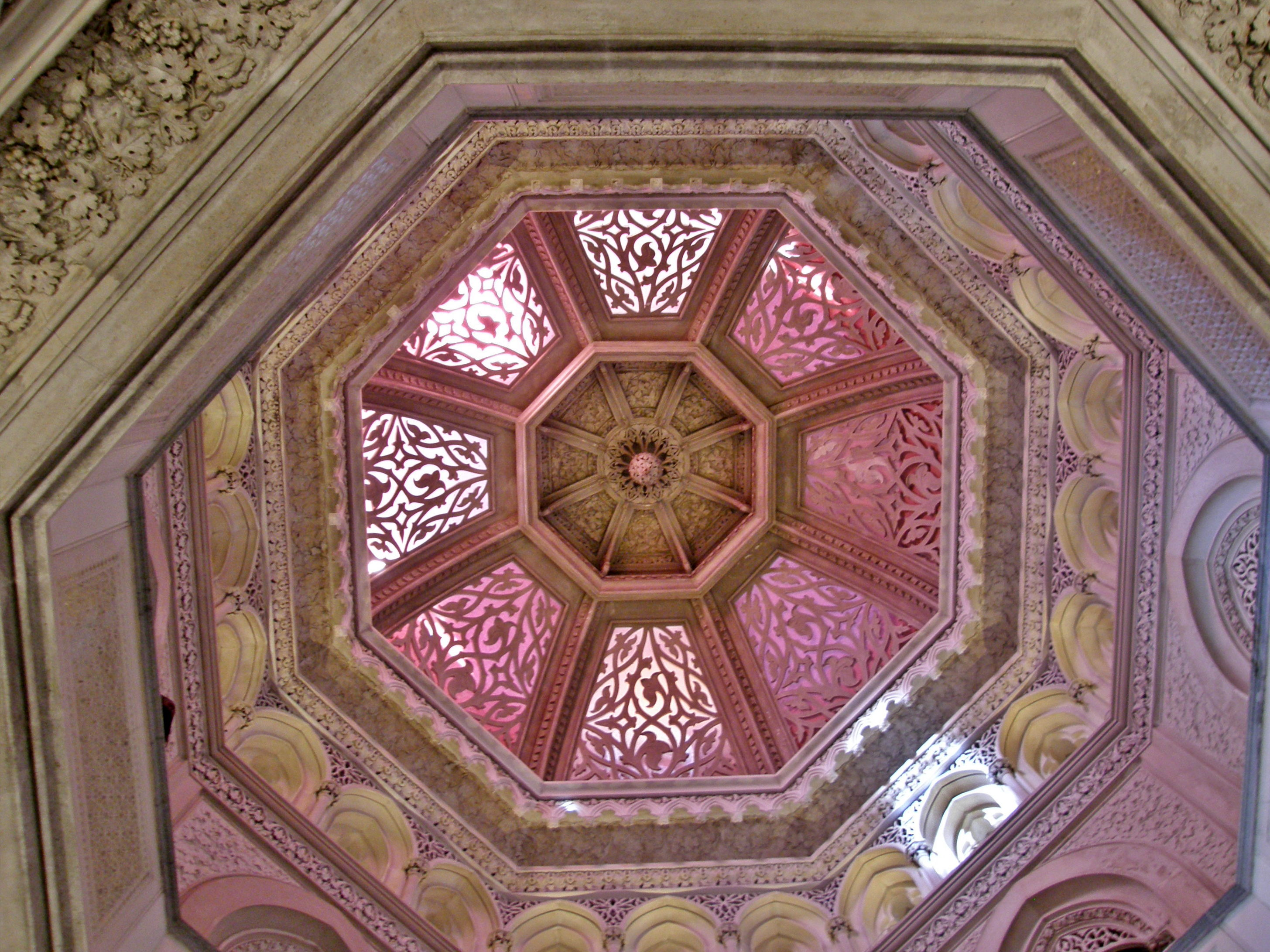
Внутрішній вигляд головного купола
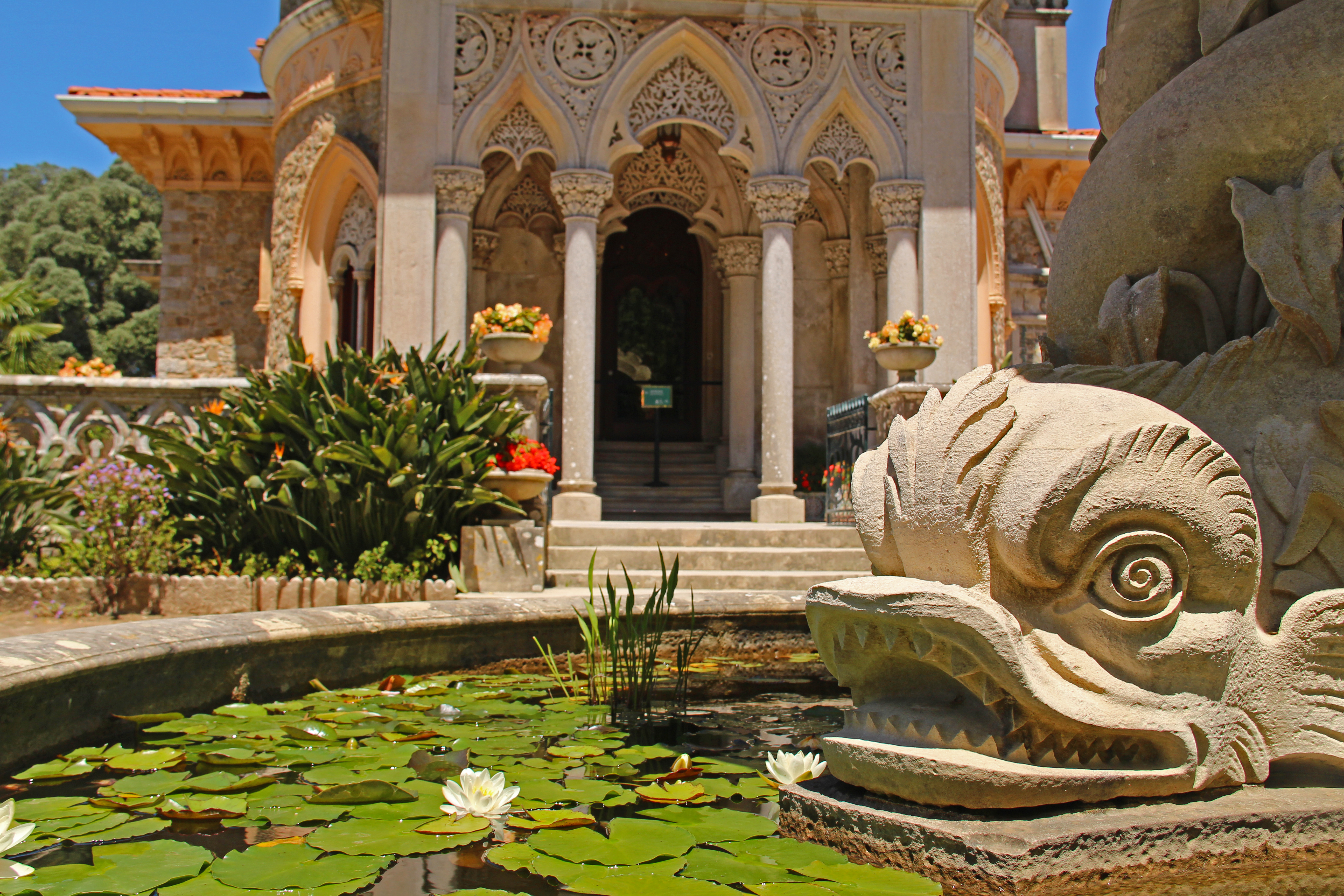
Фонтан біля палацу
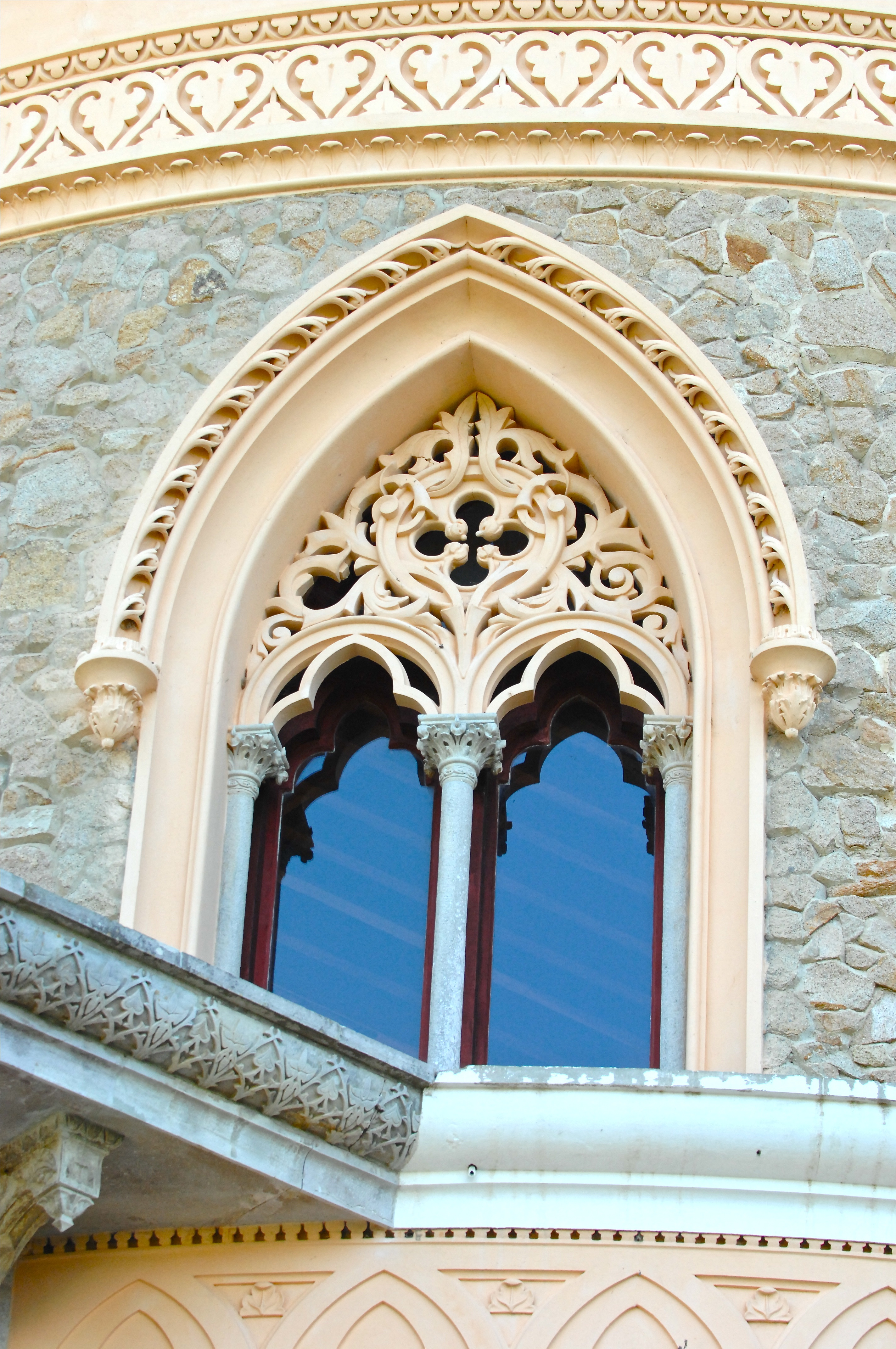
Вікно палацу Монсеррат